# Shaftesbury Square
Shaftesbury Square si trova a Belfast, in Irlanda del Nord, all'estremità meridionale di Great Victoria Street e Dublin Road, con le strade adiacenti di Lisburn Road e Donegall Road che convergono in questo incrocio. Si trova nella zona comunemente nota come Golden Mile.
La piazza prese il nome dal Conte di Shaftesbury. Lord Shaftesbury fu Lord luogotenente di Belfast dal 1904 al 1911 e Lord luogotenente di Dorset dal 1916 al 1952. Fu anche Lord Mayor di Belfast nel 1907 e Cancelliere della Queen's University Belfast 1909-1923.
Nelle vicinanze si trova la stazione ferroviaria Botanic lungo Botanic Avenue.

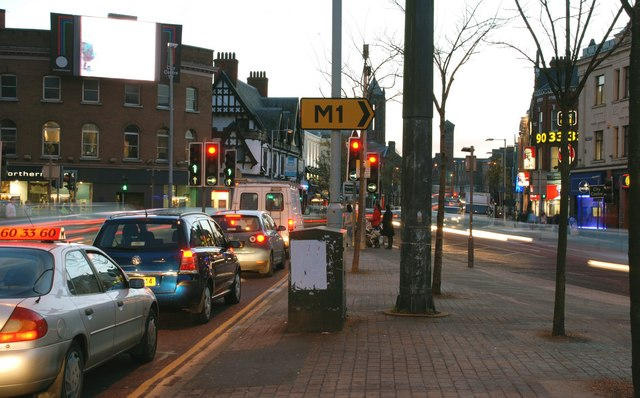
Traffico su Shaftesbury Square